# Чкалове (Білогірський район)
Чка́лове (раніше — єврейська переселенська ділянка № 66а Фрайле́бен, крим. Frayleben, їд. פֿרייַ לעבן) — село в Україні, у Чкаловській сільській громаді Білогірського району Автономної Республіки Крим.
Відстань від райцентру до населеного пункта становить 64 кілометрів по прямій.
За даними сільради, на 2009 рік село займало площу 244,7 га на якій у 470 дворах, проживало 1309 осіб. День села — третя неділя жовтня.

## Історія
Село було засноване у 1924 році як єврейська переселенська ділянка № 66а Фрайлебен, з їдишу «вільне життя».
У 1934 році утворено Чкалівську сільгосптехніку.
Перед Другою світовою війною село перейменоване на Чкалове (спочатку Чкаловськ).
Під час Другої світової війни частина єврейського населення села була евакуйована, з тих, що залишилися під німецькою окупацією, більшість розстріляно.
У 1955 році збудовано мехмайстерню, у 1966 р. середню школу на 400 місць, у 1967 році — будинок культури на 400 місць.
У 2023 році у проєкті Постанови Верховної Ради України «Про перейменування деяких населених пунктів Автономної Республіки Крим» село запропоновано перейменувати на Фрайлебен.